# Hyphesma barrowensis
Hyphesma barrowensis är en biart som beskrevs av Exley 1975. Hyphesma barrowensis ingår i släktet Hyphesma och familjen korttungebin. Inga underarter finns listade i Catalogue of Life.

## Bildgalleri

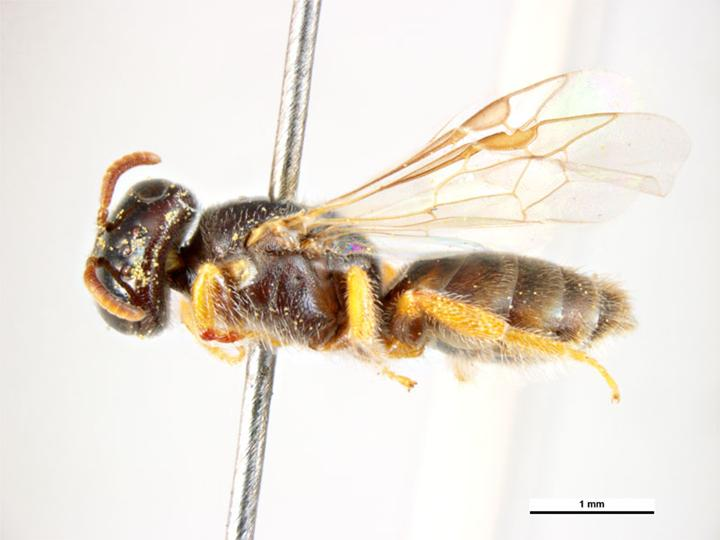